# René Peters
Pour les articles homonymes, voir Peters.
René Peters, né le 15 juin 1981, est un footballeur international luxembourgeois qui évolue au poste de milieu de terrain, à l'AS La Jeunesse d'Esch.

## Carrière

### En club
René Peters commence sa carrière en 1999 au Standard de Liège, où il ne joue aucun match de championnat mais deux matchs de Coupe Intertoto, avant de rejoindre la réserve de l'US Créteil-Lusitanos en 2000. Il joue ensuite pour le FC Swift Hesperange de 2001 à 2008, puis s'engage pour l'AS La Jeunesse d'Esch. Lors de la saison 2010-2011, il dispute le deuxième tour de qualification de la Ligue des champions.

### En équipe nationale
Après avoir évolué dans les différentes équipes de jeunes (moins de 16, 18 et 21 ans), il joue son premier match international en avril 2000 face à l'Estonie. Le 6 octobre 2001, il inscrit son premier but avec l'équipe nationale, lors d'un match rentrant dans le cadre des éliminatoires pour la Coupe du monde 2002 contre la Yougoslavie.